# Hipposideros galeritus
Hipposideros galeritus är en fladdermusart som beskrevs av Theodore Edward Cantor 1846. Hipposideros galeritus ingår i släktet Hipposideros och familjen rundbladnäsor. IUCN kategoriserar arten globalt som livskraftig. Inga underarter finns listade i Catalogue of Life. Wilson & Reeder (2005) skiljer mellan fyra underarter.
Tre exemplar från nordöstra Indien hade i genomsnitt en kroppslängd (huvud och bål) av 51 mm, en svanslängd av 31,6 mm, 15 mm långa öron, 46,3 mm långa underarmar och 5,2 mm långa bakfötter. Den korta och täta pälsen har en brun till mörkbrun färg på ovansidan och undersidans päls är lite ljusare. Baksidan av de trekantiga och lite trattformiga öronen är i nedre delen täckt av päls. Flygmembranen saknar hår och den har en mörkbrun till svart färg. Hipposideros galeritus saknar en tragus i örat men den har en väl utvecklad antitragus (se bilder i artikeln tragus).
Arten förekommer med flera från varandra skilda populationer i södra och sydöstra Asien. Den hittades bland annat i Indien, i Sri Lanka, i Bangladesh, i Kambodja och i angränsande områden av Thailand och Vietnam, på södra Malackahalvön, på Borneo, på Sumatra, på västra Java och på Sulaöarna. Hipposideros galeritus lever i låglandet och i bergstrakter upp till 1100 meter över havet. Habitatet utgörs av fuktiga skogar. Dessutom besöks trädodlingar där naturgummi utvinns.
En familjegrupp vilar tillsammans i bergssprickor, i grottor, i övergivna gruvor, i byggnader eller i liknande gömställen. Ibland bildas större kolonier tillsammans med andra arter av samma släkte som kan ha några hundra medlemmar. Individerna flyger vanligen tätt över marken och jagar olika insekter.